# Phare de Dakhla
Le phare de Dakhla (ou phare d'Arciprés Grande) est un phare situé sur le promontoire d'Arciprés Grande proche de la ville de Dakhla (région de Dakhla-Oued Ed-Dahab au Maroc).
Il est géré par l'autorité portuaire et maritime au sein du Ministère de l'équipement, du transport, de la logistique et de l'eau.

## Histoire
L'ancien phare de Dakhla, datant des années 1920, était une tourelle d'environ 10 m attachée à un coin d'un ancien phare espagnol.
Le phare actuel a été érigé à proximité de l'ancien. C'est une tour cylindrique de 50 m de haut, avec galerie et lanterne. Le phare est peint de multiples bandes horizontales blanches et noires, la galerie et la lanterne sont noires aussi.
Le phare est localisé au bout d'une péninsule sablonneuse au nord-ouest de Dakhla. Il émet un flash blanc toutes les cinq secondes visible jusqu'à 38 km.
Identifiant : ARLHS : WSA001 - Amirauté : D2972 - NGA : 24308.
|                      |
| Les phares de Dakhla |

|                  |
| Le nouveau phare |

|                              |
| Le vieux phare et le nouveau |

|                |
| Le vieux phare |

|                 |
| Les deux phares |

### Lien connexe
- Liste des phares du Maroc